# Danh sách quân chủ Monaco
Dưới đây là danh sách các Quốc Vương Mocano theo thế phả.

## Thế phả
|                                              |                                              |                                              |                                              |                                              |                                              |                                            |                                            | Rainier I 1297-1314                                      |                                                          |                                                          |                                                          |                                                                         |                                                          |                                     |                                     |                                                           |                                                           |                                                           |                                                           |                                                              |                                                              |                                                              |                                                              |                                                                   |                                                                   |                                                                   |                                                                   |                                                                   |                                                                   |                                               |                                               |                                               |                                               |
|                                              |                                              |                                              |                                              |                                              |                                              |                                            |                                            |                                                          |                                                          |                                                          |                                                          |                                                                         |                                                          |                                     |                                     |                                                           |                                                           |                                                           |                                                           |                                                              |                                                              |                                                              |                                                              |                                                                   |                                                                   |                                                                   |                                                                   |                                                                   |                                                                   |                                               |                                               |                                               |                                               |
|                                              |                                              |                                              |                                              |                                              |                                              |                                            |                                            | Charles I 1342-1357                                      |                                                          |                                                          |                                                          |                                                                         |                                                          |                                     |                                     |                                                           |                                                           |                                                           |                                                           |                                                              |                                                              |                                                              |                                                              |                                                                   |                                                                   |                                                                   |                                                                   |                                                                   |                                                                   |                                               |                                               |                                               |                                               |
|                                              |                                              |                                              |                                              |                                              |                                              |                                            |                                            |                                                          |                                                          |                                                          |                                                          |                                                                         |                                                          |                                     |                                     |                                                           |                                                           |                                                           |                                                           |                                                              |                                                              |                                                              |                                                              |                                                                   |                                                                   |                                                                   |                                                                   |                                                                   |                                                                   |                                               |                                               |                                               |                                               |
|                                              |                                              |                                              |                                              |                                              |                                              |                                            |                                            | Rainier II 1357-1407                                     |                                                          |                                                          |                                                          |                                                                         |                                                          |                                     |                                     |                                                           |                                                           |                                                           |                                                           |                                                              |                                                              |                                                              |                                                              |                                                                   |                                                                   |                                                                   |                                                                   |                                                                   |                                                                   |                                               |                                               |                                               |                                               |
|                                              |                                              |                                              |                                              |                                              |                                              |                                            |                                            |                                                          |                                                          |                                                          |                                                          |                                                                         |                                                          |                                     |                                     |                                                           |                                                           |                                                           |                                                           |                                                              |                                                              |                                                              |                                                              |                                                                   |                                                                   |                                                                   |                                                                   |                                                                   |                                                                   |                                               |                                               |                                               |                                               |
|                                              |                                              |                                              |                                              |                                              |                                              |                                            |                                            |                                                          |                                                          |                                                          |                                                          |                                                                         |                                                          |                                     |                                     |                                                           |                                                           |                                                           |                                                           |                                                              |                                                              |                                                              |                                                              |                                                                   |                                                                   |                                                                   |                                                                   |                                                                   |                                                                   |                                               |                                               |                                               |                                               |
| Anthony 1419-1427                            | Anthony 1419-1427                            | Anthony 1419-1427                            | Anthony 1419-1427                            | Anthony 1419-1427                            | Anthony 1419-1427                            |                                            |                                            | Jean I 1419-1454                                         | Jean I 1419-1454                                         | Jean I 1419-1454                                         | Jean I 1419-1454                                         | Jean I 1419-1454                                                        | Jean I 1419-1454                                         |                                     |                                     | Pommelina Fregoso nhiếp chính của Claudine                | Pommelina Fregoso nhiếp chính của Claudine                | Pommelina Fregoso nhiếp chính của Claudine                | Pommelina Fregoso nhiếp chính của Claudine                | Pommelina Fregoso nhiếp chính của Claudine                   | Pommelina Fregoso nhiếp chính của Claudine                   |                                                              |                                                              | Ambrosius 1419-1427                                               | Ambrosius 1419-1427                                               | Ambrosius 1419-1427                                               | Ambrosius 1419-1427                                               | Ambrosius 1419-1427                                               | Ambrosius 1419-1427                                               |                                               |                                               |                                               |                                               |
| Anthony 1419-1427                            | Anthony 1419-1427                            | Anthony 1419-1427                            | Anthony 1419-1427                            | Anthony 1419-1427                            | Anthony 1419-1427                            |                                            |                                            | Jean I 1419-1454                                         | Jean I 1419-1454                                         | Jean I 1419-1454                                         | Jean I 1419-1454                                         | Jean I 1419-1454                                                        | Jean I 1419-1454                                         |                                     |                                     | Pommelina Fregoso nhiếp chính của Claudine                | Pommelina Fregoso nhiếp chính của Claudine                | Pommelina Fregoso nhiếp chính của Claudine                | Pommelina Fregoso nhiếp chính của Claudine                | Pommelina Fregoso nhiếp chính của Claudine                   | Pommelina Fregoso nhiếp chính của Claudine                   |                                                              |                                                              | Ambrosius 1419-1427                                               | Ambrosius 1419-1427                                               | Ambrosius 1419-1427                                               | Ambrosius 1419-1427                                               | Ambrosius 1419-1427                                               | Ambrosius 1419-1427                                               |                                               |                                               |                                               |                                               |
|                                              |                                              |                                              |                                              |                                              |                                              |                                            |                                            |                                                          |                                                          |                                                          |                                                          |                                                                         |                                                          |                                     |                                     |                                                           |                                                           |                                                           |                                                           |                                                              |                                                              |                                                              |                                                              |                                                                   |                                                                   |                                                                   |                                                                   |                                                                   |                                                                   |                                               |                                               |                                               |                                               |
|                                              |                                              |                                              |                                              | Gaspar Grimaldi                              | Gaspar Grimaldi                              | Gaspar Grimaldi                            | Gaspar Grimaldi                            | Gaspar Grimaldi                                          | Gaspar Grimaldi                                          |                                                          |                                                          | Catalan 1454- 1457                                                      | Catalan 1454- 1457                                       | Catalan 1454- 1457                  | Catalan 1454- 1457                  | Catalan 1454- 1457                                        | Catalan 1454- 1457                                        |                                                           |                                                           |                                                              |                                                              |                                                              |                                                              |                                                                   |                                                                   |                                                                   |                                                                   |                                                                   |                                                                   |                                               |                                               |                                               |                                               |
|                                              |                                              |                                              |                                              | Gaspar Grimaldi                              | Gaspar Grimaldi                              | Gaspar Grimaldi                            | Gaspar Grimaldi                            | Gaspar Grimaldi                                          | Gaspar Grimaldi                                          |                                                          |                                                          | Catalan 1454- 1457                                                      | Catalan 1454- 1457                                       | Catalan 1454- 1457                  | Catalan 1454- 1457                  | Catalan 1454- 1457                                        | Catalan 1454- 1457                                        |                                                           |                                                           |                                                              |                                                              |                                                              |                                                              |                                                                   |                                                                   |                                                                   |                                                                   |                                                                   |                                                                   |                                               |                                               |                                               |                                               |
|                                              |                                              |                                              |                                              | Lambert 1420 – 1458 – 1494                   | Lambert 1420 – 1458 – 1494                   | Lambert 1420 – 1458 – 1494                 | Lambert 1420 – 1458 – 1494                 | Lambert 1420 – 1458 – 1494                               | Lambert 1420 – 1458 – 1494                               |                                                          |                                                          | Claudine 1457-1458                                                      | Claudine 1457-1458                                       | Claudine 1457-1458                  | Claudine 1457-1458                  | Claudine 1457-1458                                        | Claudine 1457-1458                                        |                                                           |                                                           |                                                              |                                                              |                                                              |                                                              |                                                                   |                                                                   |                                                                   |                                                                   |                                                                   |                                                                   |                                               |                                               |                                               |                                               |
|                                              |                                              |                                              |                                              | Lambert 1420 – 1458 – 1494                   | Lambert 1420 – 1458 – 1494                   | Lambert 1420 – 1458 – 1494                 | Lambert 1420 – 1458 – 1494                 | Lambert 1420 – 1458 – 1494                               | Lambert 1420 – 1458 – 1494                               |                                                          |                                                          | Claudine 1457-1458                                                      | Claudine 1457-1458                                       | Claudine 1457-1458                  | Claudine 1457-1458                  | Claudine 1457-1458                                        | Claudine 1457-1458                                        |                                                           |                                                           |                                                              |                                                              |                                                              |                                                              |                                                                   |                                                                   |                                                                   |                                                                   |                                                                   |                                                                   |                                               |                                               |                                               |                                               |
|                                              |                                              |                                              |                                              |                                              |                                              |                                            |                                            |                                                          |                                                          |                                                          |                                                          |                                                                         |                                                          |                                     |                                     |                                                           |                                                           |                                                           |                                                           |                                                              |                                                              |                                                              |                                                              |                                                                   |                                                                   |                                                                   |                                                                   |                                                                   |                                                                   |                                               |                                               |                                               |                                               |
|                                              |                                              |                                              |                                              |                                              |                                              |                                            |                                            |                                                          |                                                          |                                                          |                                                          |                                                                         |                                                          |                                     |                                     |                                                           |                                                           |                                                           |                                                           |                                                              |                                                              |                                                              |                                                              |                                                                   |                                                                   |                                                                   |                                                                   |                                                                   |                                                                   |                                               |                                               |                                               |                                               |
| Jean II 1468 – 1494 – 1505                   | Jean II 1468 – 1494 – 1505                   | Jean II 1468 – 1494 – 1505                   | Jean II 1468 – 1494 – 1505                   | Jean II 1468 – 1494 – 1505                   | Jean II 1468 – 1494 – 1505                   |                                            |                                            | Lucien 1487 – 1505 – 1523                                | Lucien 1487 – 1505 – 1523                                | Lucien 1487 – 1505 – 1523                                | Lucien 1487 – 1505 – 1523                                | Lucien 1487 – 1505 – 1523                                               | Lucien 1487 – 1505 – 1523                                |                                     |                                     | Augustine Grimaldi 1482 – 1532 nhiếp chính từ 1523 – 1532 | Augustine Grimaldi 1482 – 1532 nhiếp chính từ 1523 – 1532 | Augustine Grimaldi 1482 – 1532 nhiếp chính từ 1523 – 1532 | Augustine Grimaldi 1482 – 1532 nhiếp chính từ 1523 – 1532 | Augustine Grimaldi 1482 – 1532 nhiếp chính từ 1523 – 1532    | Augustine Grimaldi 1482 – 1532 nhiếp chính từ 1523 – 1532    |                                                              |                                                              |                                                                   |                                                                   |                                                                   |                                                                   |                                                                   |                                                                   |                                               |                                               |                                               |                                               |
| Jean II 1468 – 1494 – 1505                   | Jean II 1468 – 1494 – 1505                   | Jean II 1468 – 1494 – 1505                   | Jean II 1468 – 1494 – 1505                   | Jean II 1468 – 1494 – 1505                   | Jean II 1468 – 1494 – 1505                   |                                            |                                            | Lucien 1487 – 1505 – 1523                                | Lucien 1487 – 1505 – 1523                                | Lucien 1487 – 1505 – 1523                                | Lucien 1487 – 1505 – 1523                                | Lucien 1487 – 1505 – 1523                                               | Lucien 1487 – 1505 – 1523                                |                                     |                                     | Augustine Grimaldi 1482 – 1532 nhiếp chính từ 1523 – 1532 | Augustine Grimaldi 1482 – 1532 nhiếp chính từ 1523 – 1532 | Augustine Grimaldi 1482 – 1532 nhiếp chính từ 1523 – 1532 | Augustine Grimaldi 1482 – 1532 nhiếp chính từ 1523 – 1532 | Augustine Grimaldi 1482 – 1532 nhiếp chính từ 1523 – 1532    | Augustine Grimaldi 1482 – 1532 nhiếp chính từ 1523 – 1532    |                                                              |                                                              |                                                                   |                                                                   |                                                                   |                                                                   |                                                                   |                                                                   |                                               |                                               |                                               |                                               |
|                                              |                                              |                                              |                                              |                                              |                                              |                                            |                                            | Honoré I 1522 – 1523 – 1581                              |                                                          |                                                          |                                                          |                                                                         |                                                          |                                     |                                     |                                                           |                                                           |                                                           |                                                           |                                                              |                                                              |                                                              |                                                              |                                                                   |                                                                   |                                                                   |                                                                   |                                                                   |                                                                   |                                               |                                               |                                               |                                               |
|                                              |                                              |                                              |                                              |                                              |                                              |                                            |                                            |                                                          |                                                          |                                                          |                                                          |                                                                         |                                                          |                                     |                                     |                                                           |                                                           |                                                           |                                                           |                                                              |                                                              |                                                              |                                                              |                                                                   |                                                                   |                                                                   |                                                                   |                                                                   |                                                                   |                                               |                                               |                                               |                                               |
|                                              |                                              |                                              |                                              |                                              |                                              |                                            |                                            |                                                          |                                                          |                                                          |                                                          |                                                                         |                                                          |                                     |                                     |                                                           |                                                           |                                                           |                                                           |                                                              |                                                              |                                                              |                                                              |                                                                   |                                                                   |                                                                   |                                                                   |                                                                   |                                                                   |                                               |                                               |                                               |                                               |
|                                              |                                              |                                              |                                              | Charles II 1555 – 1581 – 1589                | Charles II 1555 – 1581 – 1589                | Charles II 1555 – 1581 – 1589              | Charles II 1555 – 1581 – 1589              | Charles II 1555 – 1581 – 1589                            | Charles II 1555 – 1581 – 1589                            |                                                          |                                                          | Ercole 1562 – 1589 – 1604                                               | Ercole 1562 – 1589 – 1604                                | Ercole 1562 – 1589 – 1604           | Ercole 1562 – 1589 – 1604           | Ercole 1562 – 1589 – 1604                                 | Ercole 1562 – 1589 – 1604                                 |                                                           |                                                           |                                                              |                                                              |                                                              |                                                              |                                                                   |                                                                   |                                                                   |                                                                   |                                                                   |                                                                   |                                               |                                               |                                               |                                               |
|                                              |                                              |                                              |                                              | Charles II 1555 – 1581 – 1589                | Charles II 1555 – 1581 – 1589                | Charles II 1555 – 1581 – 1589              | Charles II 1555 – 1581 – 1589              | Charles II 1555 – 1581 – 1589                            | Charles II 1555 – 1581 – 1589                            |                                                          |                                                          | Ercole 1562 – 1589 – 1604                                               | Ercole 1562 – 1589 – 1604                                | Ercole 1562 – 1589 – 1604           | Ercole 1562 – 1589 – 1604           | Ercole 1562 – 1589 – 1604                                 | Ercole 1562 – 1589 – 1604                                 |                                                           |                                                           |                                                              |                                                              |                                                              |                                                              |                                                                   |                                                                   |                                                                   |                                                                   |                                                                   |                                                                   |                                               |                                               |                                               |                                               |
|                                              |                                              |                                              |                                              |                                              |                                              |                                            |                                            |                                                          |                                                          |                                                          |                                                          | Honoré II 1597 – 1604 – 1662 tuyên bố trở thành Thân vương vào năm 1612 |                                                          |                                     |                                     |                                                           |                                                           |                                                           |                                                           |                                                              |                                                              |                                                              |                                                              |                                                                   |                                                                   |                                                                   |                                                                   |                                                                   |                                                                   |                                               |                                               |                                               |                                               |
|                                              |                                              |                                              |                                              |                                              |                                              |                                            |                                            |                                                          |                                                          |                                                          |                                                          |                                                                         |                                                          |                                     |                                     |                                                           |                                                           |                                                           |                                                           |                                                              |                                                              |                                                              |                                                              |                                                                   |                                                                   |                                                                   |                                                                   |                                                                   |                                                                   |                                               |                                               |                                               |                                               |
|                                              |                                              |                                              |                                              |                                              |                                              |                                            |                                            |                                                          |                                                          |                                                          |                                                          | Ercole xứ Monaco 1623 – 1651                                            |                                                          |                                     |                                     |                                                           |                                                           |                                                           |                                                           |                                                              |                                                              |                                                              |                                                              |                                                                   |                                                                   |                                                                   |                                                                   |                                                                   |                                                                   |                                               |                                               |                                               |                                               |
|                                              |                                              |                                              |                                              |                                              |                                              |                                            |                                            |                                                          |                                                          |                                                          |                                                          |                                                                         |                                                          |                                     |                                     |                                                           |                                                           |                                                           |                                                           |                                                              |                                                              |                                                              |                                                              |                                                                   |                                                                   |                                                                   |                                                                   |                                                                   |                                                                   |                                               |                                               |                                               |                                               |
|                                              |                                              |                                              |                                              |                                              |                                              |                                            |                                            |                                                          |                                                          |                                                          |                                                          | Louis I 1642 – 1662 – 1701                                              | Louis I 1642 – 1662 – 1701                               | Louis I 1642 – 1662 – 1701          | Louis I 1642 – 1662 – 1701          | Louis I 1642 – 1662 – 1701                                | Louis I 1642 – 1662 – 1701                                |                                                           |                                                           | Catherine-Charlotte de Gramont 1639 – 1678                   | Catherine-Charlotte de Gramont 1639 – 1678                   | Catherine-Charlotte de Gramont 1639 – 1678                   | Catherine-Charlotte de Gramont 1639 – 1678                   | Catherine-Charlotte de Gramont 1639 – 1678                        | Catherine-Charlotte de Gramont 1639 – 1678                        |                                                                   |                                                                   |                                                                   |                                                                   |                                               |                                               |                                               |                                               |
|                                              |                                              |                                              |                                              |                                              |                                              |                                            |                                            |                                                          |                                                          |                                                          |                                                          | Louis I 1642 – 1662 – 1701                                              | Louis I 1642 – 1662 – 1701                               | Louis I 1642 – 1662 – 1701          | Louis I 1642 – 1662 – 1701          | Louis I 1642 – 1662 – 1701                                | Louis I 1642 – 1662 – 1701                                |                                                           |                                                           | Catherine-Charlotte de Gramont 1639 – 1678                   | Catherine-Charlotte de Gramont 1639 – 1678                   | Catherine-Charlotte de Gramont 1639 – 1678                   | Catherine-Charlotte de Gramont 1639 – 1678                   | Catherine-Charlotte de Gramont 1639 – 1678                        | Catherine-Charlotte de Gramont 1639 – 1678                        |                                                                   |                                                                   |                                                                   |                                                                   |                                               |                                               |                                               |                                               |
|                                              |                                              |                                              |                                              |                                              |                                              |                                            |                                            |                                                          |                                                          |                                                          |                                                          |                                                                         |                                                          |                                     |                                     |                                                           |                                                           |                                                           |                                                           |                                                              |                                                              |                                                              |                                                              |                                                                   |                                                                   |                                                                   |                                                                   |                                                                   |                                                                   |                                               |                                               |                                               |                                               |
|                                              |                                              |                                              |                                              |                                              |                                              |                                            |                                            | Marie xứ Lorraine 1674 – 1724                            | Marie xứ Lorraine 1674 – 1724                            | Marie xứ Lorraine 1674 – 1724                            | Marie xứ Lorraine 1674 – 1724                            | Marie xứ Lorraine 1674 – 1724                                           | Marie xứ Lorraine 1674 – 1724                            |                                     |                                     | Antonio I 1661 – 1701 – 1731                              | Antonio I 1661 – 1701 – 1731                              | Antonio I 1661 – 1701 – 1731                              | Antonio I 1661 – 1701 – 1731                              | Antonio I 1661 – 1701 – 1731                                 | Antonio I 1661 – 1701 – 1731                                 |                                                              |                                                              | Elisabeth Dufort                                                  | Elisabeth Dufort                                                  | Elisabeth Dufort                                                  | Elisabeth Dufort                                                  | Elisabeth Dufort                                                  | Elisabeth Dufort                                                  |                                               |                                               |                                               |                                               |
|                                              |                                              |                                              |                                              |                                              |                                              |                                            |                                            | Marie xứ Lorraine 1674 – 1724                            | Marie xứ Lorraine 1674 – 1724                            | Marie xứ Lorraine 1674 – 1724                            | Marie xứ Lorraine 1674 – 1724                            | Marie xứ Lorraine 1674 – 1724                                           | Marie xứ Lorraine 1674 – 1724                            |                                     |                                     | Antonio I 1661 – 1701 – 1731                              | Antonio I 1661 – 1701 – 1731                              | Antonio I 1661 – 1701 – 1731                              | Antonio I 1661 – 1701 – 1731                              | Antonio I 1661 – 1701 – 1731                                 | Antonio I 1661 – 1701 – 1731                                 |                                                              |                                                              | Elisabeth Dufort                                                  | Elisabeth Dufort                                                  | Elisabeth Dufort                                                  | Elisabeth Dufort                                                  | Elisabeth Dufort                                                  | Elisabeth Dufort                                                  |                                               |                                               |                                               |                                               |
|                                              |                                              |                                              |                                              |                                              |                                              |                                            |                                            |                                                          |                                                          |                                                          |                                                          |                                                                         |                                                          |                                     |                                     |                                                           |                                                           |                                                           |                                                           |                                                              |                                                              |                                                              |                                                              |                                                                   |                                                                   |                                                                   |                                                                   |                                                                   |                                                                   |                                               |                                               |                                               |                                               |
|                                              |                                              |                                              |                                              | Jacques I 1689 – 1731 – 1733 – 1751          | Jacques I 1689 – 1731 – 1733 – 1751          | Jacques I 1689 – 1731 – 1733 – 1751        | Jacques I 1689 – 1731 – 1733 – 1751        | Jacques I 1689 – 1731 – 1733 – 1751                      | Jacques I 1689 – 1731 – 1733 – 1751                      |                                                          |                                                          | Louise-Hippolyte 1697 – 1731 – 1731                                     | Louise-Hippolyte 1697 – 1731 – 1731                      | Louise-Hippolyte 1697 – 1731 – 1731 | Louise-Hippolyte 1697 – 1731 – 1731 | Louise-Hippolyte 1697 – 1731 – 1731                       | Louise-Hippolyte 1697 – 1731 – 1731                       |                                                           |                                                           | Chevalier de Grimaldi 1697 – 1784 nhiếp chính từ 1732 – 1784 | Chevalier de Grimaldi 1697 – 1784 nhiếp chính từ 1732 – 1784 | Chevalier de Grimaldi 1697 – 1784 nhiếp chính từ 1732 – 1784 | Chevalier de Grimaldi 1697 – 1784 nhiếp chính từ 1732 – 1784 | Chevalier de Grimaldi 1697 – 1784 nhiếp chính từ 1732 – 1784      | Chevalier de Grimaldi 1697 – 1784 nhiếp chính từ 1732 – 1784      |                                                                   |                                                                   |                                                                   |                                                                   |                                               |                                               |                                               |                                               |
|                                              |                                              |                                              |                                              | Jacques I 1689 – 1731 – 1733 – 1751          | Jacques I 1689 – 1731 – 1733 – 1751          | Jacques I 1689 – 1731 – 1733 – 1751        | Jacques I 1689 – 1731 – 1733 – 1751        | Jacques I 1689 – 1731 – 1733 – 1751                      | Jacques I 1689 – 1731 – 1733 – 1751                      |                                                          |                                                          | Louise-Hippolyte 1697 – 1731 – 1731                                     | Louise-Hippolyte 1697 – 1731 – 1731                      | Louise-Hippolyte 1697 – 1731 – 1731 | Louise-Hippolyte 1697 – 1731 – 1731 | Louise-Hippolyte 1697 – 1731 – 1731                       | Louise-Hippolyte 1697 – 1731 – 1731                       |                                                           |                                                           | Chevalier de Grimaldi 1697 – 1784 nhiếp chính từ 1732 – 1784 | Chevalier de Grimaldi 1697 – 1784 nhiếp chính từ 1732 – 1784 | Chevalier de Grimaldi 1697 – 1784 nhiếp chính từ 1732 – 1784 | Chevalier de Grimaldi 1697 – 1784 nhiếp chính từ 1732 – 1784 | Chevalier de Grimaldi 1697 – 1784 nhiếp chính từ 1732 – 1784      | Chevalier de Grimaldi 1697 – 1784 nhiếp chính từ 1732 – 1784      |                                                                   |                                                                   |                                                                   |                                                                   |                                               |                                               |                                               |                                               |
|                                              |                                              |                                              |                                              |                                              |                                              |                                            |                                            |                                                          |                                                          |                                                          |                                                          |                                                                         |                                                          |                                     |                                     |                                                           |                                                           |                                                           |                                                           |                                                              |                                                              |                                                              |                                                              |                                                                   |                                                                   |                                                                   |                                                                   |                                                                   |                                                                   |                                               |                                               |                                               |                                               |
| Maria-Caterina di Brignole-Sale 1733 – 1814  | Maria-Caterina di Brignole-Sale 1733 – 1814  | Maria-Caterina di Brignole-Sale 1733 – 1814  | Maria-Caterina di Brignole-Sale 1733 – 1814  | Maria-Caterina di Brignole-Sale 1733 – 1814  | Maria-Caterina di Brignole-Sale 1733 – 1814  |                                            |                                            | Honoré III 1720 – 1733 – 1793 – 1795                     | Honoré III 1720 – 1733 – 1793 – 1795                     | Honoré III 1720 – 1733 – 1793 – 1795                     | Honoré III 1720 – 1733 – 1793 – 1795                     | Honoré III 1720 – 1733 – 1793 – 1795                                    | Honoré III 1720 – 1733 – 1793 – 1795                     |                                     |                                     |                                                           |                                                           |                                                           |                                                           |                                                              |                                                              |                                                              |                                                              |                                                                   |                                                                   |                                                                   |                                                                   |                                                                   |                                                                   |                                               |                                               |                                               |                                               |
| Maria-Caterina di Brignole-Sale 1733 – 1814  | Maria-Caterina di Brignole-Sale 1733 – 1814  | Maria-Caterina di Brignole-Sale 1733 – 1814  | Maria-Caterina di Brignole-Sale 1733 – 1814  | Maria-Caterina di Brignole-Sale 1733 – 1814  | Maria-Caterina di Brignole-Sale 1733 – 1814  |                                            |                                            | Honoré III 1720 – 1733 – 1793 – 1795                     | Honoré III 1720 – 1733 – 1793 – 1795                     | Honoré III 1720 – 1733 – 1793 – 1795                     | Honoré III 1720 – 1733 – 1793 – 1795                     | Honoré III 1720 – 1733 – 1793 – 1795                                    | Honoré III 1720 – 1733 – 1793 – 1795                     |                                     |                                     |                                                           |                                                           |                                                           |                                                           |                                                              |                                                              |                                                              |                                                              |                                                                   |                                                                   |                                                                   |                                                                   |                                                                   |                                                                   |                                               |                                               |                                               |                                               |
|                                              |                                              |                                              |                                              |                                              |                                              |                                            |                                            |                                                          |                                                          |                                                          |                                                          |                                                                         |                                                          |                                     |                                     |                                                           |                                                           |                                                           |                                                           |                                                              |                                                              |                                                              |                                                              |                                                                   |                                                                   |                                                                   |                                                                   |                                                                   |                                                                   |                                               |                                               |                                               |                                               |
|                                              |                                              |                                              |                                              | Honoré IV 1758 – 1814 – 1819                 | Honoré IV 1758 – 1814 – 1819                 | Honoré IV 1758 – 1814 – 1819               | Honoré IV 1758 – 1814 – 1819               | Honoré IV 1758 – 1814 – 1819                             | Honoré IV 1758 – 1814 – 1819                             |                                                          |                                                          | Louise d'Aumont Mazarin 1759 – 1826                                     | Louise d'Aumont Mazarin 1759 – 1826                      | Louise d'Aumont Mazarin 1759 – 1826 | Louise d'Aumont Mazarin 1759 – 1826 | Louise d'Aumont Mazarin 1759 – 1826                       | Louise d'Aumont Mazarin 1759 – 1826                       |                                                           |                                                           |                                                              |                                                              |                                                              |                                                              |                                                                   |                                                                   |                                                                   |                                                                   |                                                                   |                                                                   |                                               |                                               |                                               |                                               |
|                                              |                                              |                                              |                                              | Honoré IV 1758 – 1814 – 1819                 | Honoré IV 1758 – 1814 – 1819                 | Honoré IV 1758 – 1814 – 1819               | Honoré IV 1758 – 1814 – 1819               | Honoré IV 1758 – 1814 – 1819                             | Honoré IV 1758 – 1814 – 1819                             |                                                          |                                                          | Louise d'Aumont Mazarin 1759 – 1826                                     | Louise d'Aumont Mazarin 1759 – 1826                      | Louise d'Aumont Mazarin 1759 – 1826 | Louise d'Aumont Mazarin 1759 – 1826 | Louise d'Aumont Mazarin 1759 – 1826                       | Louise d'Aumont Mazarin 1759 – 1826                       |                                                           |                                                           |                                                              |                                                              |                                                              |                                                              |                                                                   |                                                                   |                                                                   |                                                                   |                                                                   |                                                                   |                                               |                                               |                                               |                                               |
|                                              |                                              |                                              |                                              |                                              |                                              |                                            |                                            |                                                          |                                                          |                                                          |                                                          |                                                                         |                                                          |                                     |                                     |                                                           |                                                           |                                                           |                                                           |                                                              |                                                              |                                                              |                                                              |                                                                   |                                                                   |                                                                   |                                                                   |                                                                   |                                                                   |                                               |                                               |                                               |                                               |
|                                              |                                              |                                              |                                              |                                              |                                              |                                            |                                            |                                                          |                                                          |                                                          |                                                          |                                                                         |                                                          |                                     |                                     |                                                           |                                                           |                                                           |                                                           |                                                              |                                                              |                                                              |                                                              |                                                                   |                                                                   |                                                                   |                                                                   |                                                                   |                                                                   |                                               |                                               |                                               |                                               |
|                                              |                                              |                                              |                                              | Honoré V 1778 – 1819 – 1841                  | Honoré V 1778 – 1819 – 1841                  | Honoré V 1778 – 1819 – 1841                | Honoré V 1778 – 1819 – 1841                | Honoré V 1778 – 1819 – 1841                              | Honoré V 1778 – 1819 – 1841                              |                                                          |                                                          | Florestan I 1785 – 1841 – 1856                                          | Florestan I 1785 – 1841 – 1856                           | Florestan I 1785 – 1841 – 1856      | Florestan I 1785 – 1841 – 1856      | Florestan I 1785 – 1841 – 1856                            | Florestan I 1785 – 1841 – 1856                            |                                                           |                                                           | Maria Caroline Gibert de Lametz 1793 – 1879                  | Maria Caroline Gibert de Lametz 1793 – 1879                  | Maria Caroline Gibert de Lametz 1793 – 1879                  | Maria Caroline Gibert de Lametz 1793 – 1879                  | Maria Caroline Gibert de Lametz 1793 – 1879                       | Maria Caroline Gibert de Lametz 1793 – 1879                       |                                                                   |                                                                   |                                                                   |                                                                   |                                               |                                               |                                               |                                               |
|                                              |                                              |                                              |                                              | Honoré V 1778 – 1819 – 1841                  | Honoré V 1778 – 1819 – 1841                  | Honoré V 1778 – 1819 – 1841                | Honoré V 1778 – 1819 – 1841                | Honoré V 1778 – 1819 – 1841                              | Honoré V 1778 – 1819 – 1841                              |                                                          |                                                          | Florestan I 1785 – 1841 – 1856                                          | Florestan I 1785 – 1841 – 1856                           | Florestan I 1785 – 1841 – 1856      | Florestan I 1785 – 1841 – 1856      | Florestan I 1785 – 1841 – 1856                            | Florestan I 1785 – 1841 – 1856                            |                                                           |                                                           | Maria Caroline Gibert de Lametz 1793 – 1879                  | Maria Caroline Gibert de Lametz 1793 – 1879                  | Maria Caroline Gibert de Lametz 1793 – 1879                  | Maria Caroline Gibert de Lametz 1793 – 1879                  | Maria Caroline Gibert de Lametz 1793 – 1879                       | Maria Caroline Gibert de Lametz 1793 – 1879                       |                                                                   |                                                                   |                                                                   |                                                                   |                                               |                                               |                                               |                                               |
|                                              |                                              |                                              |                                              |                                              |                                              |                                            |                                            |                                                          |                                                          |                                                          |                                                          |                                                                         |                                                          |                                     |                                     |                                                           |                                                           |                                                           |                                                           |                                                              |                                                              |                                                              |                                                              |                                                                   |                                                                   |                                                                   |                                                                   |                                                                   |                                                                   |                                               |                                               |                                               |                                               |
|                                              |                                              |                                              |                                              |                                              |                                              |                                            |                                            |                                                          |                                                          |                                                          |                                                          |                                                                         |                                                          |                                     |                                     |                                                           |                                                           |                                                           |                                                           |                                                              |                                                              |                                                              |                                                              |                                                                   |                                                                   |                                                                   |                                                                   |                                                                   |                                                                   |                                               |                                               |                                               |                                               |
|                                              |                                              |                                              |                                              | Antoinette de Mérode-Westerloo 1828 – 1864   | Antoinette de Mérode-Westerloo 1828 – 1864   | Antoinette de Mérode-Westerloo 1828 – 1864 | Antoinette de Mérode-Westerloo 1828 – 1864 | Antoinette de Mérode-Westerloo 1828 – 1864               | Antoinette de Mérode-Westerloo 1828 – 1864               |                                                          |                                                          | Charles III 1818 – 1856 – 1889                                          | Charles III 1818 – 1856 – 1889                           | Charles III 1818 – 1856 – 1889      | Charles III 1818 – 1856 – 1889      | Charles III 1818 – 1856 – 1889                            | Charles III 1818 – 1856 – 1889                            |                                                           |                                                           | Florestine 1833 – 1897                                       | Florestine 1833 – 1897                                       | Florestine 1833 – 1897                                       | Florestine 1833 – 1897                                       | Florestine 1833 – 1897                                            | Florestine 1833 – 1897                                            |                                                                   |                                                                   | Wilhelm, Công tước thứ 1 xứ Urach 1810 – 1869                     | Wilhelm, Công tước thứ 1 xứ Urach 1810 – 1869                     | Wilhelm, Công tước thứ 1 xứ Urach 1810 – 1869 | Wilhelm, Công tước thứ 1 xứ Urach 1810 – 1869 | Wilhelm, Công tước thứ 1 xứ Urach 1810 – 1869 | Wilhelm, Công tước thứ 1 xứ Urach 1810 – 1869 |
|                                              |                                              |                                              |                                              | Antoinette de Mérode-Westerloo 1828 – 1864   | Antoinette de Mérode-Westerloo 1828 – 1864   | Antoinette de Mérode-Westerloo 1828 – 1864 | Antoinette de Mérode-Westerloo 1828 – 1864 | Antoinette de Mérode-Westerloo 1828 – 1864               | Antoinette de Mérode-Westerloo 1828 – 1864               |                                                          |                                                          | Charles III 1818 – 1856 – 1889                                          | Charles III 1818 – 1856 – 1889                           | Charles III 1818 – 1856 – 1889      | Charles III 1818 – 1856 – 1889      | Charles III 1818 – 1856 – 1889                            | Charles III 1818 – 1856 – 1889                            |                                                           |                                                           | Florestine 1833 – 1897                                       | Florestine 1833 – 1897                                       | Florestine 1833 – 1897                                       | Florestine 1833 – 1897                                       | Florestine 1833 – 1897                                            | Florestine 1833 – 1897                                            |                                                                   |                                                                   | Wilhelm, Công tước thứ 1 xứ Urach 1810 – 1869                     | Wilhelm, Công tước thứ 1 xứ Urach 1810 – 1869                     | Wilhelm, Công tước thứ 1 xứ Urach 1810 – 1869 | Wilhelm, Công tước thứ 1 xứ Urach 1810 – 1869 | Wilhelm, Công tước thứ 1 xứ Urach 1810 – 1869 | Wilhelm, Công tước thứ 1 xứ Urach 1810 – 1869 |
|                                              |                                              |                                              |                                              |                                              |                                              |                                            |                                            |                                                          |                                                          |                                                          |                                                          |                                                                         |                                                          |                                     |                                     |                                                           |                                                           |                                                           |                                                           |                                                              |                                                              |                                                              |                                                              |                                                                   |                                                                   |                                                                   |                                                                   |                                                                   |                                                                   |                                               |                                               |                                               |                                               |
|                                              |                                              |                                              |                                              |                                              |                                              |                                            |                                            | Albert I 1848 – 1889 – 1922                              | Albert I 1848 – 1889 – 1922                              | Albert I 1848 – 1889 – 1922                              | Albert I 1848 – 1889 – 1922                              | Albert I 1848 – 1889 – 1922                                             | Albert I 1848 – 1889 – 1922                              |                                     |                                     | Mary Victoria Hamilton 1850 – 1922                        | Mary Victoria Hamilton 1850 – 1922                        | Mary Victoria Hamilton 1850 – 1922                        | Mary Victoria Hamilton 1850 – 1922                        | Mary Victoria Hamilton 1850 – 1922                           | Mary Victoria Hamilton 1850 – 1922                           |                                                              |                                                              | Mindaugas II của Litva 1864 – 1928 người thừa kế ngai vàng Monaco | Mindaugas II của Litva 1864 – 1928 người thừa kế ngai vàng Monaco | Mindaugas II của Litva 1864 – 1928 người thừa kế ngai vàng Monaco | Mindaugas II của Litva 1864 – 1928 người thừa kế ngai vàng Monaco | Mindaugas II của Litva 1864 – 1928 người thừa kế ngai vàng Monaco | Mindaugas II của Litva 1864 – 1928 người thừa kế ngai vàng Monaco |                                               |                                               |                                               |                                               |
|                                              |                                              |                                              |                                              |                                              |                                              |                                            |                                            | Albert I 1848 – 1889 – 1922                              | Albert I 1848 – 1889 – 1922                              | Albert I 1848 – 1889 – 1922                              | Albert I 1848 – 1889 – 1922                              | Albert I 1848 – 1889 – 1922                                             | Albert I 1848 – 1889 – 1922                              |                                     |                                     | Mary Victoria Hamilton 1850 – 1922                        | Mary Victoria Hamilton 1850 – 1922                        | Mary Victoria Hamilton 1850 – 1922                        | Mary Victoria Hamilton 1850 – 1922                        | Mary Victoria Hamilton 1850 – 1922                           | Mary Victoria Hamilton 1850 – 1922                           |                                                              |                                                              | Mindaugas II của Litva 1864 – 1928 người thừa kế ngai vàng Monaco | Mindaugas II của Litva 1864 – 1928 người thừa kế ngai vàng Monaco | Mindaugas II của Litva 1864 – 1928 người thừa kế ngai vàng Monaco | Mindaugas II của Litva 1864 – 1928 người thừa kế ngai vàng Monaco | Mindaugas II của Litva 1864 – 1928 người thừa kế ngai vàng Monaco | Mindaugas II của Litva 1864 – 1928 người thừa kế ngai vàng Monaco |                                               |                                               |                                               |                                               |
|                                              |                                              |                                              |                                              |                                              |                                              |                                            |                                            |                                                          |                                                          |                                                          |                                                          |                                                                         |                                                          |                                     |                                     |                                                           |                                                           |                                                           |                                                           |                                                              |                                                              |                                                              |                                                              |                                                                   |                                                                   |                                                                   |                                                                   |                                                                   |                                                                   |                                               |                                               |                                               |                                               |
|                                              |                                              |                                              |                                              | Marie Juliette Louvet 1867- 1930             | Marie Juliette Louvet 1867- 1930             | Marie Juliette Louvet 1867- 1930           | Marie Juliette Louvet 1867- 1930           | Marie Juliette Louvet 1867- 1930                         | Marie Juliette Louvet 1867- 1930                         |                                                          |                                                          | Louis II 1870 – 1922 – 1949                                             | Louis II 1870 – 1922 – 1949                              | Louis II 1870 – 1922 – 1949         | Louis II 1870 – 1922 – 1949         | Louis II 1870 – 1922 – 1949                               | Louis II 1870 – 1922 – 1949                               |                                                           |                                                           |                                                              |                                                              |                                                              |                                                              |                                                                   |                                                                   |                                                                   |                                                                   |                                                                   |                                                                   |                                               |                                               |                                               |                                               |
|                                              |                                              |                                              |                                              | Marie Juliette Louvet 1867- 1930             | Marie Juliette Louvet 1867- 1930             | Marie Juliette Louvet 1867- 1930           | Marie Juliette Louvet 1867- 1930           | Marie Juliette Louvet 1867- 1930                         | Marie Juliette Louvet 1867- 1930                         |                                                          |                                                          | Louis II 1870 – 1922 – 1949                                             | Louis II 1870 – 1922 – 1949                              | Louis II 1870 – 1922 – 1949         | Louis II 1870 – 1922 – 1949         | Louis II 1870 – 1922 – 1949                               | Louis II 1870 – 1922 – 1949                               |                                                           |                                                           |                                                              |                                                              |                                                              |                                                              |                                                                   |                                                                   |                                                                   |                                                                   |                                                                   |                                                                   |                                               |                                               |                                               |                                               |
|                                              |                                              |                                              |                                              |                                              |                                              |                                            |                                            |                                                          |                                                          |                                                          |                                                          |                                                                         |                                                          |                                     |                                     |                                                           |                                                           |                                                           |                                                           |                                                              |                                                              |                                                              |                                                              |                                                                   |                                                                   |                                                                   |                                                                   |                                                                   |                                                                   |                                               |                                               |                                               |                                               |
| Pierre, Công tước xứ Valentinois 1895 – 1964 | Pierre, Công tước xứ Valentinois 1895 – 1964 | Pierre, Công tước xứ Valentinois 1895 – 1964 | Pierre, Công tước xứ Valentinois 1895 – 1964 | Pierre, Công tước xứ Valentinois 1895 – 1964 | Pierre, Công tước xứ Valentinois 1895 – 1964 |                                            |                                            | Charlotte, Công tước phu nhân xứ Valentinois 1898 – 1977 | Charlotte, Công tước phu nhân xứ Valentinois 1898 – 1977 | Charlotte, Công tước phu nhân xứ Valentinois 1898 – 1977 | Charlotte, Công tước phu nhân xứ Valentinois 1898 – 1977 | Charlotte, Công tước phu nhân xứ Valentinois 1898 – 1977                | Charlotte, Công tước phu nhân xứ Valentinois 1898 – 1977 |                                     |                                     |                                                           |                                                           |                                                           |                                                           |                                                              |                                                              |                                                              |                                                              |                                                                   |                                                                   |                                                                   |                                                                   |                                                                   |                                                                   |                                               |                                               |                                               |                                               |
| Pierre, Công tước xứ Valentinois 1895 – 1964 | Pierre, Công tước xứ Valentinois 1895 – 1964 | Pierre, Công tước xứ Valentinois 1895 – 1964 | Pierre, Công tước xứ Valentinois 1895 – 1964 | Pierre, Công tước xứ Valentinois 1895 – 1964 | Pierre, Công tước xứ Valentinois 1895 – 1964 |                                            |                                            | Charlotte, Công tước phu nhân xứ Valentinois 1898 – 1977 | Charlotte, Công tước phu nhân xứ Valentinois 1898 – 1977 | Charlotte, Công tước phu nhân xứ Valentinois 1898 – 1977 | Charlotte, Công tước phu nhân xứ Valentinois 1898 – 1977 | Charlotte, Công tước phu nhân xứ Valentinois 1898 – 1977                | Charlotte, Công tước phu nhân xứ Valentinois 1898 – 1977 |                                     |                                     |                                                           |                                                           |                                                           |                                                           |                                                              |                                                              |                                                              |                                                              |                                                                   |                                                                   |                                                                   |                                                                   |                                                                   |                                                                   |                                               |                                               |                                               |                                               |
|                                              |                                              |                                              |                                              |                                              |                                              |                                            |                                            |                                                          |                                                          |                                                          |                                                          |                                                                         |                                                          |                                     |                                     |                                                           |                                                           |                                                           |                                                           |                                                              |                                                              |                                                              |                                                              |                                                                   |                                                                   |                                                                   |                                                                   |                                                                   |                                                                   |                                               |                                               |                                               |                                               |
|                                              |                                              |                                              |                                              |                                              |                                              |                                            |                                            |                                                          |                                                          |                                                          |                                                          |                                                                         |                                                          |                                     |                                     |                                                           |                                                           |                                                           |                                                           |                                                              |                                                              |                                                              |                                                              |                                                                   |                                                                   |                                                                   |                                                                   |                                                                   |                                                                   |                                               |                                               |                                               |                                               |
| Antoinette, Nữ Nam tước xứ Massy s. 1920     | Antoinette, Nữ Nam tước xứ Massy s. 1920     | Antoinette, Nữ Nam tước xứ Massy s. 1920     | Antoinette, Nữ Nam tước xứ Massy s. 1920     | Antoinette, Nữ Nam tước xứ Massy s. 1920     | Antoinette, Nữ Nam tước xứ Massy s. 1920     |                                            |                                            | Rainier III 1923 – 1949 – 2005                           | Rainier III 1923 – 1949 – 2005                           | Rainier III 1923 – 1949 – 2005                           | Rainier III 1923 – 1949 – 2005                           | Rainier III 1923 – 1949 – 2005                                          | Rainier III 1923 – 1949 – 2005                           |                                     |                                     | Grace Kelly 1929 – 1982                                   | Grace Kelly 1929 – 1982                                   | Grace Kelly 1929 – 1982                                   | Grace Kelly 1929 – 1982                                   | Grace Kelly 1929 – 1982                                      | Grace Kelly 1929 – 1982                                      |                                                              |                                                              |                                                                   |                                                                   |                                                                   |                                                                   |                                                                   |                                                                   |                                               |                                               |                                               |                                               |
| Antoinette, Nữ Nam tước xứ Massy s. 1920     | Antoinette, Nữ Nam tước xứ Massy s. 1920     | Antoinette, Nữ Nam tước xứ Massy s. 1920     | Antoinette, Nữ Nam tước xứ Massy s. 1920     | Antoinette, Nữ Nam tước xứ Massy s. 1920     | Antoinette, Nữ Nam tước xứ Massy s. 1920     |                                            |                                            | Rainier III 1923 – 1949 – 2005                           | Rainier III 1923 – 1949 – 2005                           | Rainier III 1923 – 1949 – 2005                           | Rainier III 1923 – 1949 – 2005                           | Rainier III 1923 – 1949 – 2005                                          | Rainier III 1923 – 1949 – 2005                           |                                     |                                     | Grace Kelly 1929 – 1982                                   | Grace Kelly 1929 – 1982                                   | Grace Kelly 1929 – 1982                                   | Grace Kelly 1929 – 1982                                   | Grace Kelly 1929 – 1982                                      | Grace Kelly 1929 – 1982                                      |                                                              |                                                              |                                                                   |                                                                   |                                                                   |                                                                   |                                                                   |                                                                   |                                               |                                               |                                               |                                               |
|                                              |                                              |                                              |                                              |                                              |                                              |                                            |                                            |                                                          |                                                          |                                                          |                                                          |                                                                         |                                                          |                                     |                                     |                                                           |                                                           |                                                           |                                                           |                                                              |                                                              |                                                              |                                                              |                                                                   |                                                                   |                                                                   |                                                                   |                                                                   |                                                                   |                                               |                                               |                                               |                                               |
|                                              |                                              |                                              |                                              |                                              |                                              |                                            |                                            |                                                          |                                                          |                                                          |                                                          |                                                                         |                                                          |                                     |                                     |                                                           |                                                           |                                                           |                                                           |                                                              |                                                              |                                                              |                                                              |                                                                   |                                                                   |                                                                   |                                                                   |                                                                   |                                                                   |                                               |                                               |                                               |                                               |
|                                              |                                              |                                              |                                              | Caroline, Vương phi Hannover s. 1957         | Caroline, Vương phi Hannover s. 1957         | Caroline, Vương phi Hannover s. 1957       | Caroline, Vương phi Hannover s. 1957       | Caroline, Vương phi Hannover s. 1957                     | Caroline, Vương phi Hannover s. 1957                     |                                                          |                                                          | Albert II 1958 – 2005 – hiện tại                                        | Albert II 1958 – 2005 – hiện tại                         | Albert II 1958 – 2005 – hiện tại    | Albert II 1958 – 2005 – hiện tại    | Albert II 1958 – 2005 – hiện tại                          | Albert II 1958 – 2005 – hiện tại                          |                                                           |                                                           | Charlene Wittstock s.1978                                    | Charlene Wittstock s.1978                                    | Charlene Wittstock s.1978                                    | Charlene Wittstock s.1978                                    | Charlene Wittstock s.1978                                         | Charlene Wittstock s.1978                                         |                                                                   |                                                                   | Stéphanie s. 1965                                                 | Stéphanie s. 1965                                                 | Stéphanie s. 1965                             | Stéphanie s. 1965                             | Stéphanie s. 1965                             | Stéphanie s. 1965                             |
|                                              |                                              |                                              |                                              | Caroline, Vương phi Hannover s. 1957         | Caroline, Vương phi Hannover s. 1957         | Caroline, Vương phi Hannover s. 1957       | Caroline, Vương phi Hannover s. 1957       | Caroline, Vương phi Hannover s. 1957                     | Caroline, Vương phi Hannover s. 1957                     |                                                          |                                                          | Albert II 1958 – 2005 – hiện tại                                        | Albert II 1958 – 2005 – hiện tại                         | Albert II 1958 – 2005 – hiện tại    | Albert II 1958 – 2005 – hiện tại    | Albert II 1958 – 2005 – hiện tại                          | Albert II 1958 – 2005 – hiện tại                          |                                                           |                                                           | Charlene Wittstock s.1978                                    | Charlene Wittstock s.1978                                    | Charlene Wittstock s.1978                                    | Charlene Wittstock s.1978                                    | Charlene Wittstock s.1978                                         | Charlene Wittstock s.1978                                         |                                                                   |                                                                   | Stéphanie s. 1965                                                 | Stéphanie s. 1965                                                 | Stéphanie s. 1965                             | Stéphanie s. 1965                             | Stéphanie s. 1965                             | Stéphanie s. 1965                             |
|                                              |                                              |                                              |                                              |                                              |                                              |                                            |                                            |                                                          |                                                          |                                                          |                                                          |                                                                         |                                                          |                                     |                                     |                                                           |                                                           |                                                           |                                                           |                                                              |                                                              |                                                              |                                                              |                                                                   |                                                                   |                                                                   |                                                                   |                                                                   |                                                                   |                                               |                                               |                                               |                                               |
|                                              |                                              |                                              |                                              |                                              |                                              |                                            |                                            |                                                          |                                                          |                                                          |                                                          |                                                                         |                                                          |                                     |                                     |                                                           |                                                           |                                                           |                                                           |                                                              |                                                              |                                                              |                                                              |                                                                   |                                                                   |                                                                   |                                                                   |                                                                   |                                                                   |                                               |                                               |                                               |                                               |
|                                              |                                              |                                              |                                              |                                              |                                              |                                            |                                            |                                                          |                                                          |                                                          |                                                          | Gabriella s. 2014                                                       | Gabriella s. 2014                                        | Gabriella s. 2014                   | Gabriella s. 2014                   | Gabriella s. 2014                                         | Gabriella s. 2014                                         |                                                           |                                                           | Jacques s. 2014                                              | Jacques s. 2014                                              | Jacques s. 2014                                              | Jacques s. 2014                                              | Jacques s. 2014                                                   | Jacques s. 2014                                                   |                                                                   |                                                                   |                                                                   |                                                                   |                                               |                                               |                                               |                                               |